# Immanuel Ignaz von Nassau-Siegen
Immanuel Ignaz von Nassau-Siegen (nl. Emanuel Ignatius van Nassau-Siegen) (* 6. Januar 1688 in Roermond; † 11. August 1735 in Brüssel) war Offizier in spanischen und österreichisch-kaiserlichen Diensten sowie Administrator von Nassau-Siegen. 

## Familie
Er stammte aus der katholischen Linie des Hauses Nassau-Siegen und
war der dritte Sohn des Johann Franz Desideratus aus dessen dritter Ehe mit Isabella Claire Eugénie du Paget de la Serre. Um den rechtlichen Status dieser Ehe gab es Auseinandersetzungen. Im Jahr 1701 entschied der Reichshofrat und 1709 das Reichskammergericht, dass diese Ehe nicht ebenbürtig sei. Dies bedeutete, dass die daraus hervorgegangenen Nachkommen von der Nachfolge ausgeschlossen waren. Im Jahr 1699 wurde den drei Söhnen der Titel eines Baron von Ronse verliehen. Dennoch gebrauchte Immanuel Ignaz den Fürstentitel. 
Er selbst heiratete Charlotte de Mailly-Nesle. Aus der Ehe gingen
1712 und 1713 bereits im Säuglingsalter verstorbene Söhne hervor. Das Paar lebte später getrennt voneinander und die Ehefrau soll in Paris ein ausschweifendes Leben geführt haben und schließlich zeitweise in ein Kloster eingewiesen worden sein. Trotz der Trennung behauptete diese später, dass ein weiterer Sohn Maximilian Wilhelm Adolf aus der Verbindung mit Immanuel Ignaz hervorgegangen sei.

## Leben
Immanuel Ignaz war zunächst Offizier in der spanischen Armee der spanischen Niederlanden. Nachdem diese 1714 österreichisch geworden waren, wechselte er in kaiserlich-österreichische Dienste über. Im Jahr 1718 wurde er Oberst. Seit 1723 war er Generalwachtmeister und im
Jahr 1733 wurde er schließlich zum Feldmarschallleutnant ernannt. Er war auch Hauptmann der Arcierengarde der Gouverneurin Maria Elisabeth und hatte weiterer Hofämter inne. Im Jahr 1715 wurde er in den spanischen Zweig des Ordens vom Goldenen Vlies aufgenommen.
Nach dem Tod von Friedrich Wilhelm I. Adolf von Nassau-Siegen 1722 und der Hoffnung auf eine katholische Erbfolge hat Kaiser Karl VI. 1723 die drei nicht standesgemäßen Nachkommen von Johann Franz Desideratus legitimiert. Damit waren diese erbberechtigt. Der Kaiser übertrug Immanuel Ignaz nach der Vertreibung von Wilhelm Hyacinth 1727 die Verwaltung von Nassau-Siegen. Seine Befugnisse waren gering, da die tatsächliche Herrschaft in der Hand von kurkölnischen Beamten lag. Bald schon reiste er zurück nach Brüssel, ohne sich weiter um das Land zu kümmern. Es kam aber nicht dazu, dass die katholische Linie nach dem Tod von Friedrich Wilhelm II. von Nassau-Siegen die Nachfolge antrat, weil sowohl Immanuel Ignaz wie auch sein Bruder Franz Hugo 1735 kurz hintereinander starben. Der angebliche Sohn von Immanuel Ignaz Maximilian Wilhelm Adolf galt wie auch dessen Sohn Karl Heinrich von Nassau-Siegen nicht als erbberechtigt. Maximilian Wilhelm Adolf trat aber vergeblich mit französischer Unterstützung als Prätendent auf. Daher fiel Nassau-Siegen an Nassau-Diez.